# Güterumgehungsbahn Hamburg
| Streckennummer (DB): | 1234                                |                                               |                                               |
| Kursbuchstrecke (DB): | 101.1                               |                                               |                                               |
| Streckenlänge: | 20,632 km                           |                                               |                                               |
| Spurweite: | 1435 mm (Normalspur)                |                                               |                                               |
| Streckenklasse: | D4                                  |                                               |                                               |
| Stromsystem: | 15 kV 16,7 Hz ~                     |                                               |                                               |
| Zugbeeinflussung: | PZB                                 |                                               |                                               |
| Zweigleisigkeit: | Hamburg-Horn–Hamburg-Rothenburgsort |                                               |                                               |
| |                                     |                                               |                                               |
| \| \| \| von Kiel, von Pinneberg \| \| \| \| 0,528 \| Hamburg-Eidelstedt \| Hamburg-Eidelstedt \| \| \| \| nach Hamburg-Altona, nach Hamburg Rainweg \| \| \| \| \| nach Hamburg Holstenstraße \| \| \| \| 2,301 \| A 7 \| A 7 \| \| \| \| Schlump–Niendorf \| \| \| \| 5,950 \| Hamburg-Lokstedt Bbf \| Hamburg-Lokstedt Bbf \| \| \| 6,945 \| Tarpenbek \| Tarpenbek \| \| \| 7,220 \| Alster \| Alster \| \| \| 7,967 \| Kellinghusenstraße–Ohlsdorf \| Kellinghusenstraße–Ohlsdorf \| \| \| \| Sengelmannstraße–City Nord im Bau \| \| \| \| 10,460 \| Gütergleis von Ohlsdorf \| Gütergleis von Ohlsdorf \| \| \| \| Alstertalbahn von Poppenbüttel \| \| \| \| 10,492 \| Hamburg-Rübenkamp \| Hamburg-Rübenkamp \| \| \| 11,100 \| Hamburg-Barmbek Bbf \| Hamburg-Barmbek Bbf \| \| \| 11,353 \| Hamburg Alte Wöhr \| Hamburg Alte Wöhr \| \| \| \| zum ehem. Gbf Barmbek (U-Bahn-Hauptwerkstatt) \| \| \| \| 11,982 \| (Überwerfungsbauwerk) \| (Überwerfungsbauwerk) \| \| \| 12,260 \| Barmbek–Wandsbek-Gartenstadt \| Barmbek–Wandsbek-Gartenstadt \| \| \| 12,820 \| Hamburg-Barmbek (S-Bahn) \| Hamburg-Barmbek (S-Bahn) \| \| \| 14,333 \| Hamburg Friedrichsberg \| Hamburg Friedrichsberg \| \| \| \| Hbf Süd–Wandsbek Markt \| \| \| \| 15,253 \| Hamburg Wandsbeker Chaussee \| Hamburg Wandsbeker Chaussee \| \| \| 15,30 \| Hamburg-Barmbek Gleichrichterwerk \| Hamburg-Barmbek Gleichrichterwerk \| \| \| \| S-Bahn zum Hbf, von Ahrensburg (in Bau) \| \| \| \| 15,584 \| Fernbahn Hamburg–Lübeck \| Fernbahn Hamburg–Lübeck \| \| \| \| \| \| \| \| 16,097 \| Horn (Abzw) \| Horn (Abzw) \| \| \| 16,368 \| Sievekingsallee \| Sievekingsallee \| \| \| 17,004 \| Berliner Tor–Horner Rennbahn \| Berliner Tor–Horner Rennbahn \| \| \| \| Billwerder Industriebahn \| \| \| \| \| von Tiefstack \| \| \| \| \| Hamburg Hbf–Aumühle (S-Bahn) \| \| \| \| 20,062 \| Hamburg–Berlin (Fernbahn) \| Hamburg–Berlin (Fernbahn) \| \| \| \| von Hamburg-Billwerder \| \| \| \| 21,160 \| Hamburg-Rothenburgsort Ro \| Hamburg-Rothenburgsort Ro \| \| \| \| nach Hamburg Hbf, ehem. zum Berliner Bahnhof \| \| \| \| \| nach Hamburg Ericus \| \| \| \| \| nach Buchholz (Nordheide) \| \| \| \| \| \| \| \| Quellen: [1][2] \| \| \| \| |                                     |                                               |                                               |
| Strecke · Strecke |                                     | von Kiel, von Pinneberg                       | von Kiel, von Pinneberg                       |
| Dienststation / Betriebs- oder Güterbahnhof · Strecke | 0,528                               | Hamburg-Eidelstedt                            | Hamburg-Eidelstedt                            |
| Abzweig geradeaus und nach rechts · Strecke |                                     | nach Hamburg-Altona, nach Hamburg Rainweg     | nach Hamburg-Altona, nach Hamburg Rainweg     |
| Kreuzung geradeaus unten · Strecke nach rechts |                                     | nach Hamburg Holstenstraße                    | nach Hamburg Holstenstraße                    |
| Brücke | 2,301                               | A 7                                           | A 7                                           |
| Kreuzung mit U-Bahn mit Tunnelstrecke |                                     | Schlump–Niendorf                              | Schlump–Niendorf                              |
| Dienststation / Betriebs- oder Güterbahnhof | 5,950                               | Hamburg-Lokstedt Bbf                          | Hamburg-Lokstedt Bbf                          |
| Brücke über Wasserlauf | 6,945                               | Tarpenbek                                     | Tarpenbek                                     |
| Brücke über Wasserlauf | 7,220                               | Alster                                        | Alster                                        |
| U-Bahn-Strecke nach links · Kreuzung mit U-Bahn geradeaus oben · U-Bahn-Strecke von rechts | 7,967                               | Kellinghusenstraße–Ohlsdorf                   | Kellinghusenstraße–Ohlsdorf                   |
| U-Bahn-Strecke von links (außer Betrieb) (im Tunnel) · Kreuzung mit U-Bahn mit Tunnelstrecke (Querstrecke außer Betrieb) · U-Bahn-Kreuzung mit Tunnelstrecke (Querstrecke außer Betrieb) |                                     | Sengelmannstraße–City Nord im Bau             | Sengelmannstraße–City Nord im Bau             |
| Abzweig geradeaus und von links | 10,460                              | Gütergleis von Ohlsdorf                       | Gütergleis von Ohlsdorf                       |
| Strecke · Strecke von links |                                     | Alstertalbahn von Poppenbüttel                | Alstertalbahn von Poppenbüttel                |
| Blockstelle · S-Bahn-Halt | 10,492                              | Hamburg-Rübenkamp                             | Hamburg-Rübenkamp                             |
| Dienststation / Betriebs- oder Güterbahnhof · Strecke | 11,100                              | Hamburg-Barmbek Bbf                           | Hamburg-Barmbek Bbf                           |
| Strecke · S-Bahn-Halt | 11,353                              | Hamburg Alte Wöhr                             | Hamburg Alte Wöhr                             |
| Abzweig geradeaus und ehemals nach rechts · Strecke |                                     | zum ehem. Gbf Barmbek (U-Bahn-Hauptwerkstatt) | zum ehem. Gbf Barmbek (U-Bahn-Hauptwerkstatt) |
| Strecke von links · Kreuzung geradeaus unten · Strecke nach rechts | 11,982                              | (Überwerfungsbauwerk)                         | (Überwerfungsbauwerk)                         |
| Kreuzung mit U-Bahn links · Kreuzung mit U-Bahn rechts | 12,260                              | Barmbek–Wandsbek-Gartenstadt                  | Barmbek–Wandsbek-Gartenstadt                  |
| S-Bahnhof · Strecke | 12,820                              | Hamburg-Barmbek (S-Bahn)                      | Hamburg-Barmbek (S-Bahn)                      |
| S-Bahn-Halt · Strecke | 14,333                              | Hamburg Friedrichsberg                        | Hamburg Friedrichsberg                        |
| Kreuzung mit U-Bahn mit Tunnelstrecke · Kreuzung mit U-Bahn mit Tunnelstrecke |                                     | Hbf Süd–Wandsbek Markt                        | Hbf Süd–Wandsbek Markt                        |
| S-Bahn-Halt · Strecke | 15,253                              | Hamburg Wandsbeker Chaussee                   | Hamburg Wandsbeker Chaussee                   |
| Strecke · Blockstelle | 15,30                               | Hamburg-Barmbek Gleichrichterwerk             | Hamburg-Barmbek Gleichrichterwerk             |
| Abzweig ehemals quer und nach rechts · Kreuzung geradeaus unten (Querstrecke außer Betrieb) · Strecke quer (außer Betrieb) |                                     | S-Bahn zum Hbf, von Ahrensburg (in Bau)       | S-Bahn zum Hbf, von Ahrensburg (in Bau)       |
| Strecke quer · Kreuzung geradeaus unten · Abzweig quer | 15,584                              | Fernbahn Hamburg–Lübeck                       | Fernbahn Hamburg–Lübeck                       |
| Abzweig geradeaus und von halblinks |                                     |                                               |                                               |
| Blockstelle | 16,097                              | Horn (Abzw)                                   | Horn (Abzw)                                   |
| Strecke mit Straßenbrücke | 16,368                              | Sievekingsallee                               | Sievekingsallee                               |
| Kreuzung mit U-Bahn mit Tunnelstrecke | 17,004                              | Berliner Tor–Horner Rennbahn                  | Berliner Tor–Horner Rennbahn                  |
| Kreuzung geradeaus oben · Abzweig quer und von links |                                     | Billwerder Industriebahn                      | Billwerder Industriebahn                      |
| Verschwenkung nach links · Verschwenkung nach rechts |                                     | von Tiefstack                                 | von Tiefstack                                 |
| Strecke quer · Kreuzung geradeaus unten |                                     | Hamburg Hbf–Aumühle (S-Bahn)                  | Hamburg Hbf–Aumühle (S-Bahn)                  |
| Abzweig quer und von links · Kreuzung geradeaus unten | 20,062                              | Hamburg–Berlin (Fernbahn)                     | Hamburg–Berlin (Fernbahn)                     |
| Strecke · Abzweig geradeaus und von links |                                     | von Hamburg-Billwerder                        | von Hamburg-Billwerder                        |
| Dienststation / Betriebs- oder Güterbahnhof · Dienststation / Betriebs- oder Güterbahnhof | 21,160                              | Hamburg-Rothenburgsort Ro                     | Hamburg-Rothenburgsort Ro                     |
| Abzweig geradeaus und nach rechts · Strecke |                                     | nach Hamburg Hbf, ehem. zum Berliner Bahnhof  | nach Hamburg Hbf, ehem. zum Berliner Bahnhof  |
| Strecke nach rechts · Strecke |                                     | nach Hamburg Ericus                           | nach Hamburg Ericus                           |
| Strecke |                                     | nach Buchholz (Nordheide)                     | nach Buchholz (Nordheide)                     |
| |                                     |                                               |                                               |
| Quellen: |                                     |                                               |                                               |

Die Güterumgehungsbahn ist eine Eisenbahnstrecke in Hamburg. Sie führt von Hamburg-Eidelstedt über Hamburg-Barmbek nach Hamburg-Rothenburgsort und verbindet dabei die Hamburger Eisenbahn-Fernstrecken unter Umgehung der Verbindungsbahn und der Knotenpunkte im Vorfeld des Bahnhofs Hamburg-Altona sowie des Hamburger Hauptbahnhofs. Die Strecke wird hauptsächlich für den Schienengüterverkehr genutzt.

## Geschichte
Das erste Teilstück der Güterumgehungsbahn wurde 1902 unter der Führung von Hermann Textor, technischer Direktor der Lübeck-Büchener Eisenbahn-Gesellschaft, als Verbindung zwischen ihrem Bahnhof Wandsbek an der Strecke Lübeck-Hamburg und dem Bahnhof Rothenburgsort an der Berlin-Hamburger Bahn in Betrieb genommen. Ab 21. Februar 1903 wurde sie zur Umgehung des zu errichtenden Hamburger Hauptbahnhofs zum Hauptgüterbahnhof durchgebunden. Eine Verlängerung nach Ohlsdorf entlang der Strecke nach Hamburg-Ohlsdorf erfolgte noch vor dem Ersten Weltkrieg, ebenso die Verbindung zwischen Hamburg-Eidelstedt und Hamburg-Lokstedt.
Seit den 1920er-Jahren gab es Planungen für eine südliche Güterumgehungsbahn zwischen Billwerder und Harburg. In Abgrenzung zu diesem Projekt wird die Güterumgehungsbahn Eidelstedt–Rothenburgsort teilweise auch als nördliche Güterumgehungsbahn bezeichnet. Die südliche Güterumgehungsbahn wurde letztlich nie gebaut, stattdessen wurde eine Ausbaustrecke Hamburg-Harburg–Hamburg-Rothenburgsort entlang der bestehenden Strecken realisiert.
Im Zweiten Weltkrieg wurde der Eisenbahnverkehr durch die Hamburger Innenstadt wiederholt durch Bombenangriffe unterbrochen und die Züge über die Güterumgehung umgeleitet. Der Bahndamm entlang der U-Bahn-Zweiglinie Kellinghusenstraße–Ohlsdorf war bereits bei deren Bau aufgeschüttet worden, jedoch fehlten die Brücken über die Alster und die Tarpenbek.
Im Jahr 2009 wurde damit begonnen, die Strecke zwischen Groß Borstel und Alsterdorf mit Lärmschutzwänden zu versehen, um die dortigen Anwohner zu entlasten.

## Streckenverlauf

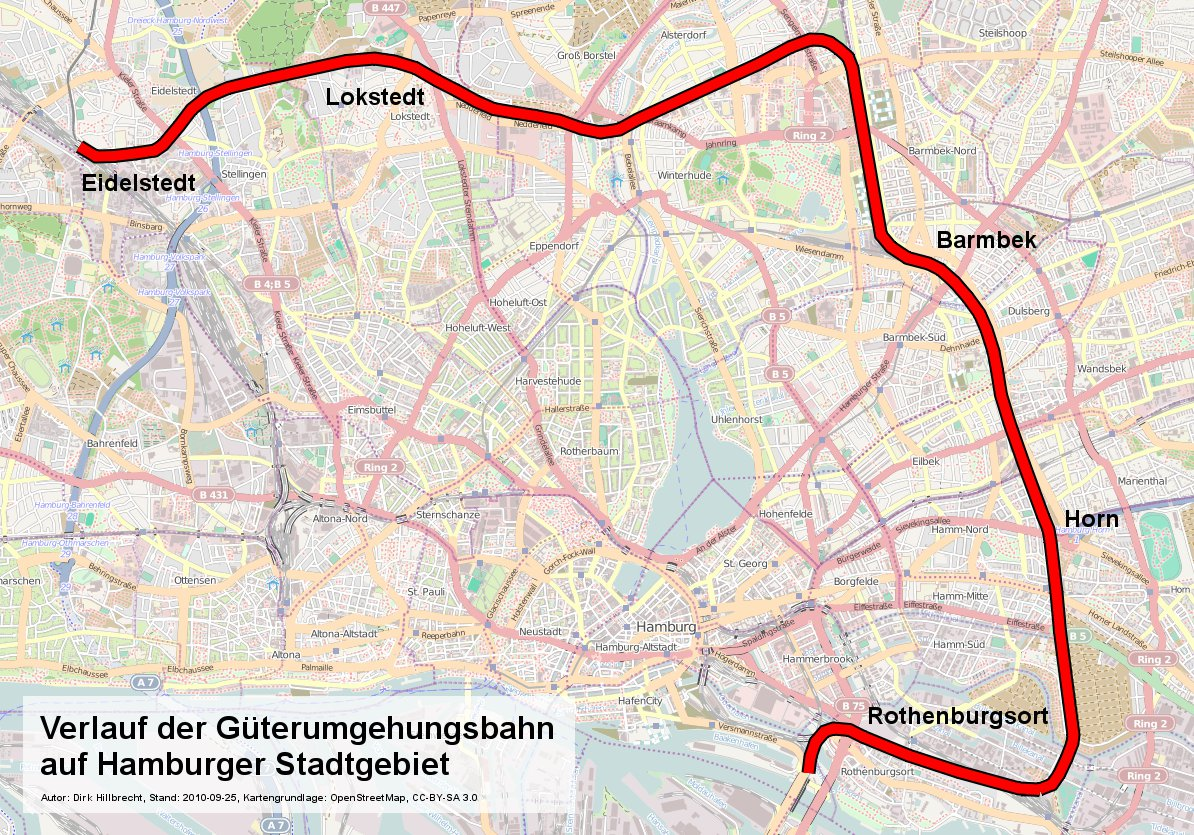
Streckenverlauf der nördlichen Güterumgehungsbahn

Die nördliche Güterumgehungsbahn zweigt zwischen dem ehemaligen Rangierbahnhof, heute ICE-Bahnbetriebswerk Bw AH1 Hamburg-Eidelstedt, und dem Bahnhof Hamburg-Eidelstedt, zu dem Gleisverbindung besteht, nach Osten von der Strecke nach Elmshorn ab. In Hamburg-Lokstedt befand sich ein kleiner Güterbahnhof. Über ein Anschlussgleis wurden von hier mehrere große Kfz-Händler am Nedderfeld beliefert. 
Weiter führt die Strecke (sie wurde zwar zweigleisig geplant und trassiert, aber nur „provisorisch“ eingleisig gebaut, wobei das Gleis wechselnd auf einer der beiden Seiten oder mittig verlegt wurde) bis zum ehemaligen Güterbahnhof Barmbek in Höhe der S-Bahn-Haltepunkte Rübenkamp (City Nord) und Alte Wöhr. Am S-Bahn-Haltepunkt Rübenkamp mündet eine kurze Zweigstrecke vom Hamburg-Ohlsdorf ein, über die sowohl eine Verbindung zur Hamburger S-Bahn als auch zur Hamburger U-Bahn besteht. Von Ohlsdorf gab es ein auf der Ostseite der U-Bahn-Linie U1 befindliches Eisenbahngleis durch Langenhorn zum (ehemaligen) Güterbahnhof Ochsenzoll (Langenhorner Bahn).
Die Güterumgehungsbahn verläuft ab Ohlsdorf in südsüdöstlicher Richtung eingleisig bis zum Abzweig Hamburg-Horn, an dem eine Verbindungskurve vom Bahnhof Hamburg-Wandsbek an der Strecke nach Lübeck einmündet. Der nördliche Teil der Güterumgehungsbahn endet am ehemaligen Rangierbahnhof Hamburg-Rothenburgsort an der Strecke nach Berlin. Auf allen diesen Bahnhöfen werden nur noch wenige Gleise genutzt.
Im Zusammenhang mit der Elektrifizierung der Strecke Hamburg–Lübeck wurde der 3,3 km lange Abschnitt zwischen dem Betriebsbahnhof Horn und Rothenburgsort bis zum Ende des Jahres 2007 zweigleisig ausgebaut, dazu wurden acht Brücken verbreitert. Zwischen Horn und Eidelstedt wird das bestehende Gleis saniert, was höhere Geschwindigkeiten ermöglichen wird, aber kein Planfeststellungsverfahren erfordert. Der Lärmschutz an diesem Abschnitt soll im Rahmen des Lärmsanierungsprogramms des Bundes verbessert werden.

### Anschlussgleis Ohlsdorf
In Ohlsdorf befand sich ebenfalls ein kleiner Güterbahnhof südwestlich des S-Bahnhofs. Die Straßenzufahrt von der Alsterdorfer Straße befand sich zwischen den Brücken der U-Bahn und der S-Bahn. Heute dient das Gelände als Gleis- und Materiallager der Hamburger Hochbahn.
Südlich davon gibt es eine Gleisverbindung zur Hamburger S-Bahn. Da die Alstertalbahn kein separates Gütergleis hatte, wurde der Güterverkehr dort auf den S-Bahn-Gleisen betrieben. Außerdem ist damit das Bahnbetriebswerk Hamburg-Ohlsdorf an das Eisenbahnnetz angeschlossen.
Nördlich des U- und S-Bahnhofes Ohlsdorf setzte sich das Gütergleis entlang der Langenhorner Bahn bis zu deren ursprünglichem Endpunkt am Ochsenzoll fort. Heute besteht im Norden des Bahnhofes Ohlsdorf die einzige Gleisverbindung von der Eisenbahn zum Hamburger U-Bahn-Netz. Das seit langem stillgelegte Gleis nach Ochsenzoll wurde seit 2008 fast vollständig abgebaut, nur bei Langenhorn Nord ist noch ein kurzer Abschnitt vorhanden. Teile der Trasse wurden für die Ausfädelung der Flughafen-S-Bahn benutzt.
Die Gleisverbindung zwischen dem Güterbahnhof Barmbek und der U-Bahn-Hauptwerkstatt wurde 2005 abgebrochen. Im Zweiten Weltkrieg war dieses Gleis unter der U-Bahn-Strecke zur Kellinghusenstraße hindurch bis zum kriegswichtigen Drehmaschinenhersteller Heidenreich & Harbeck AG verlängert worden.

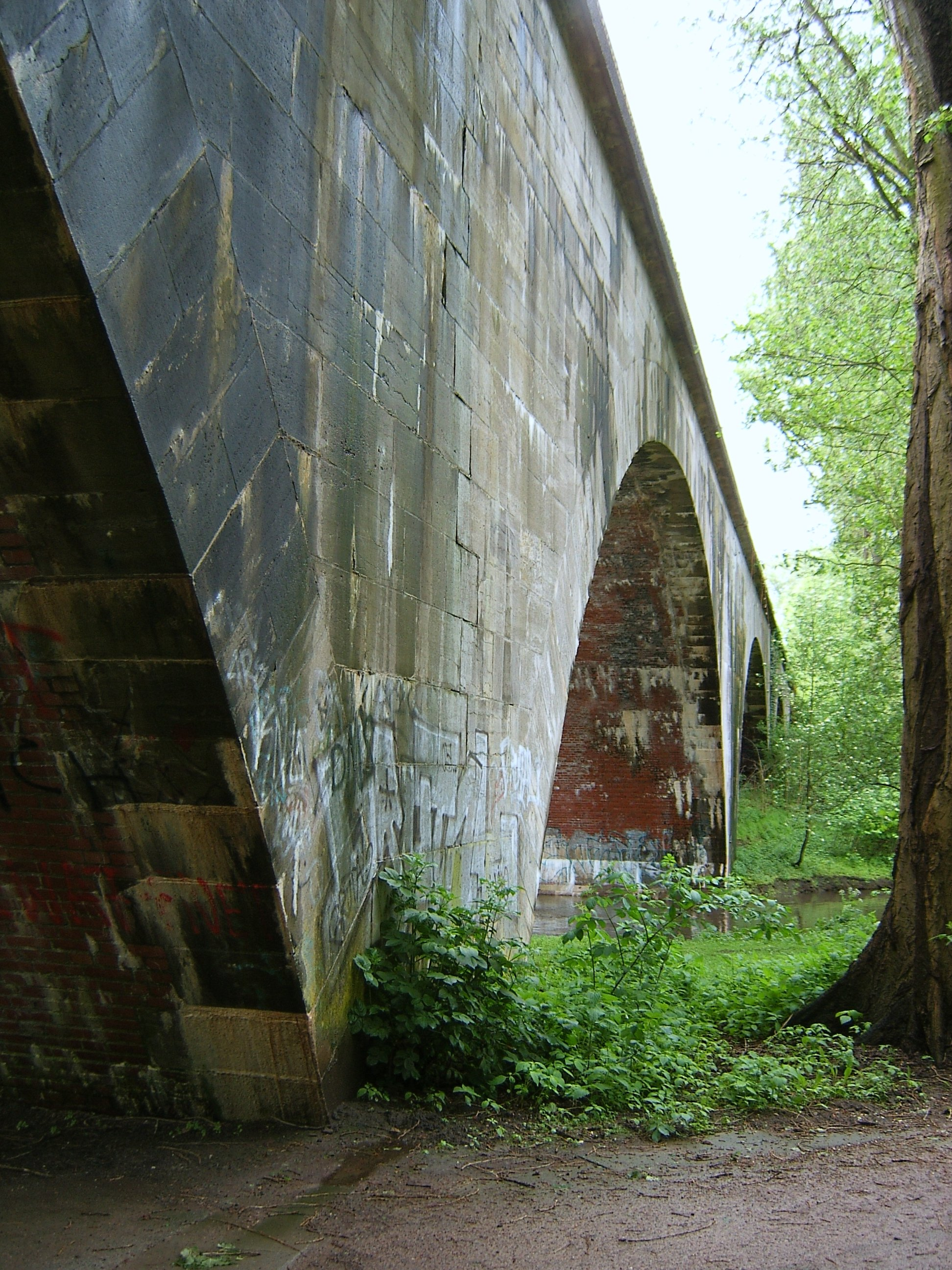
Brücke über die Tarpenbek
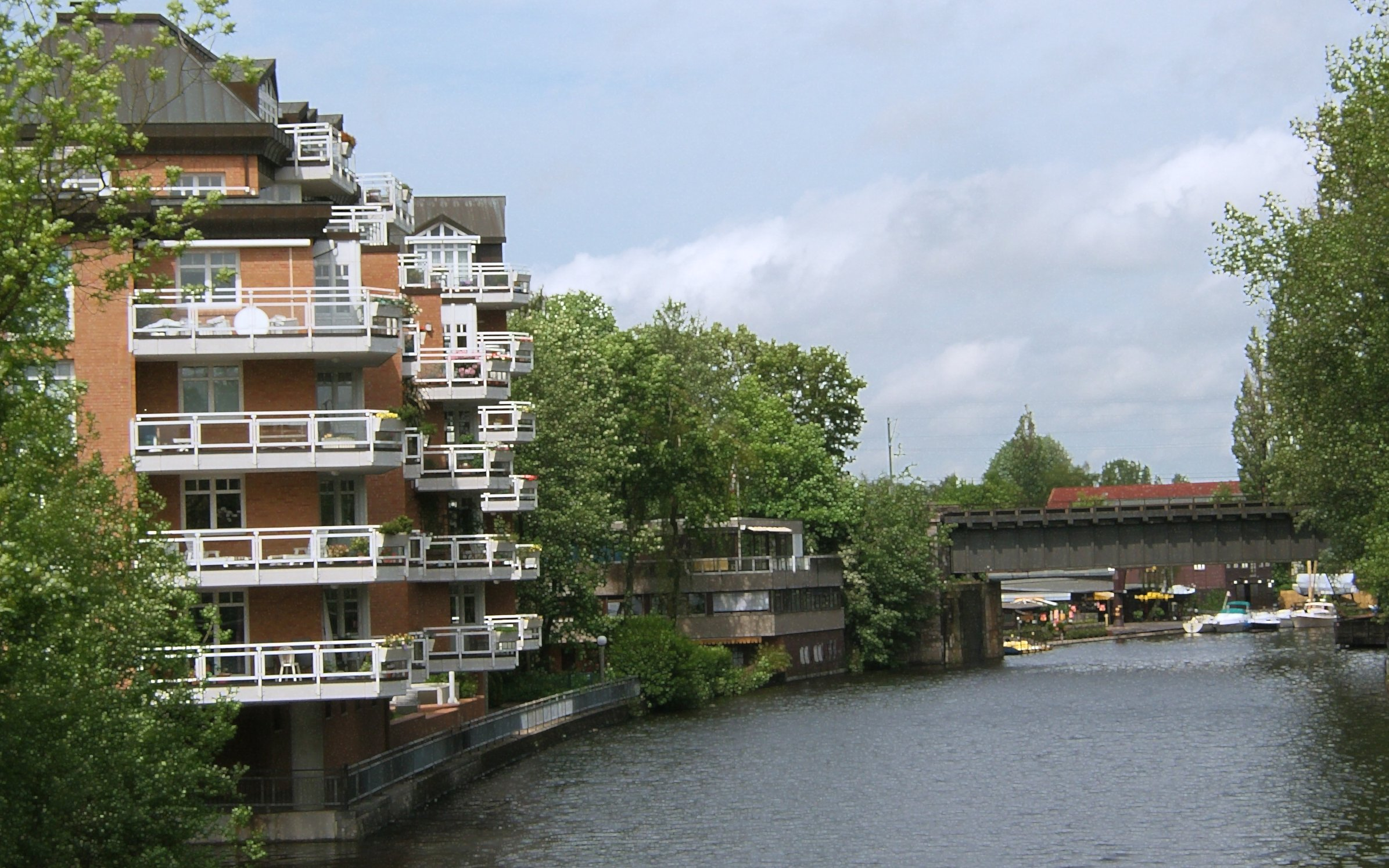
Brücke über die Alster
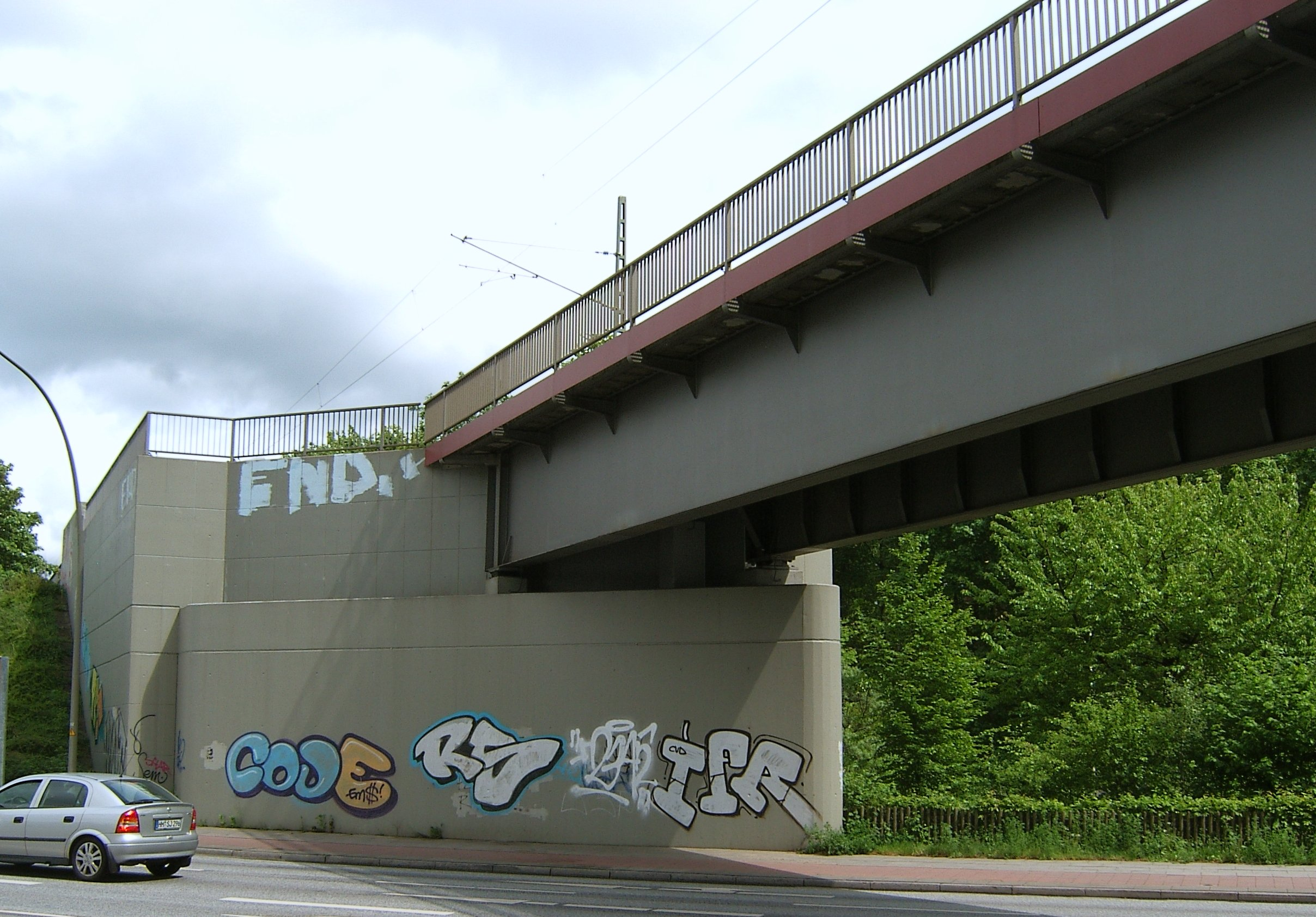
Neue Brücke über die Bebelallee
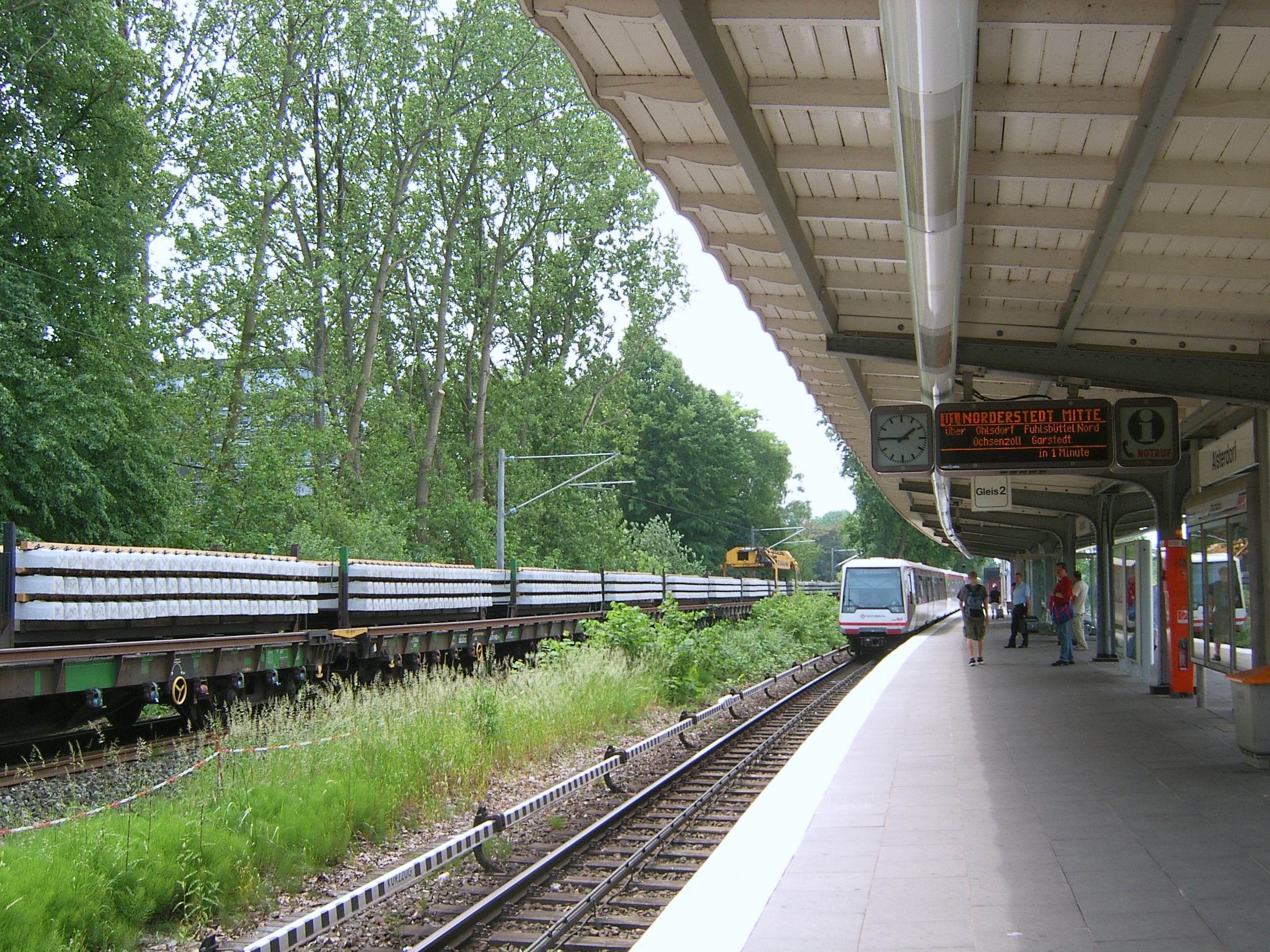
U-Bahnhof Alsterdorf, Schwellenerneuerung auf der Güterumgehungsbahn
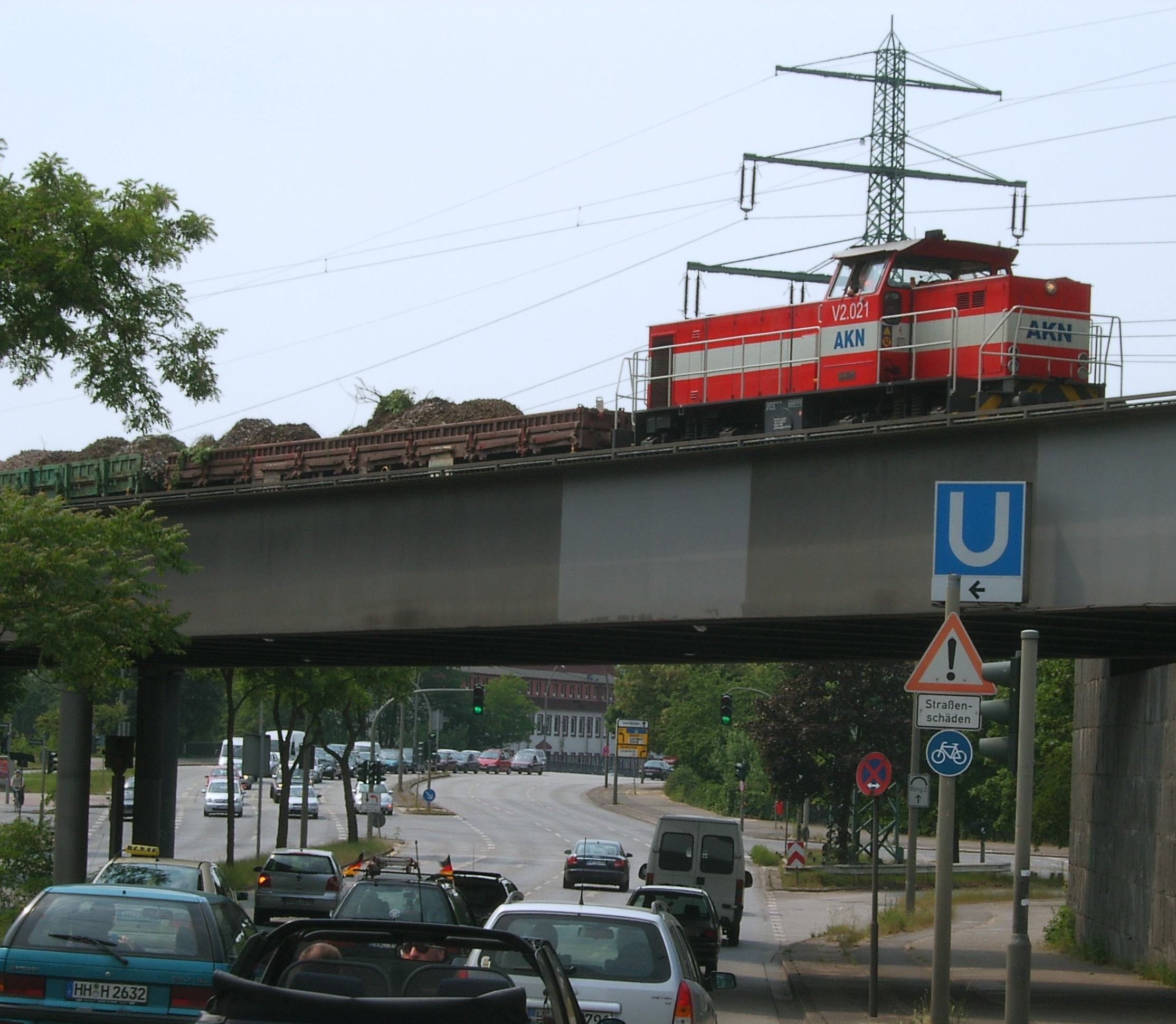
Brücke über den Straßenring 2, Parallelführung mit der U-Bahn-Linie U1
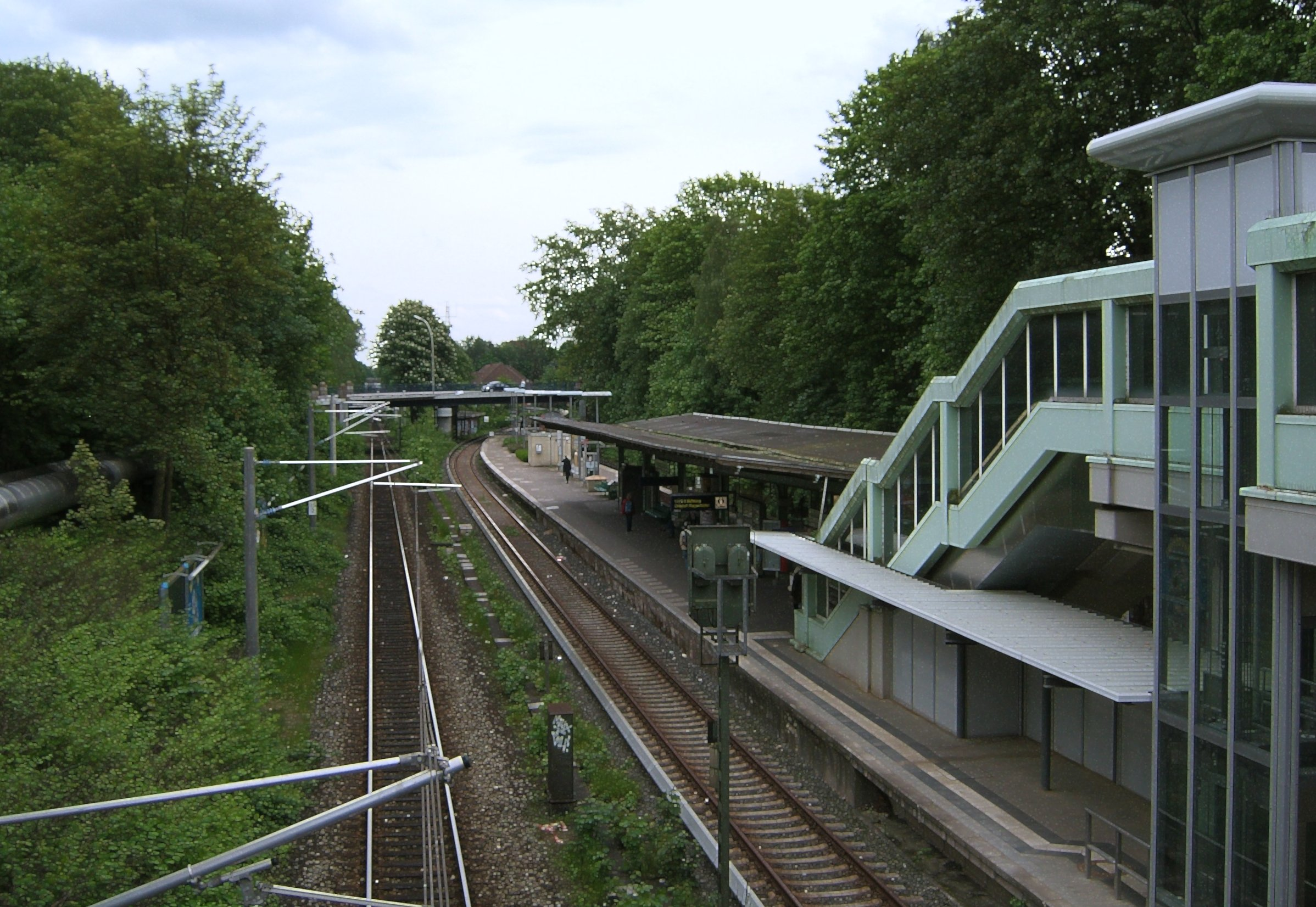
Bahnhof Hamburg Wandsbeker Chaussee
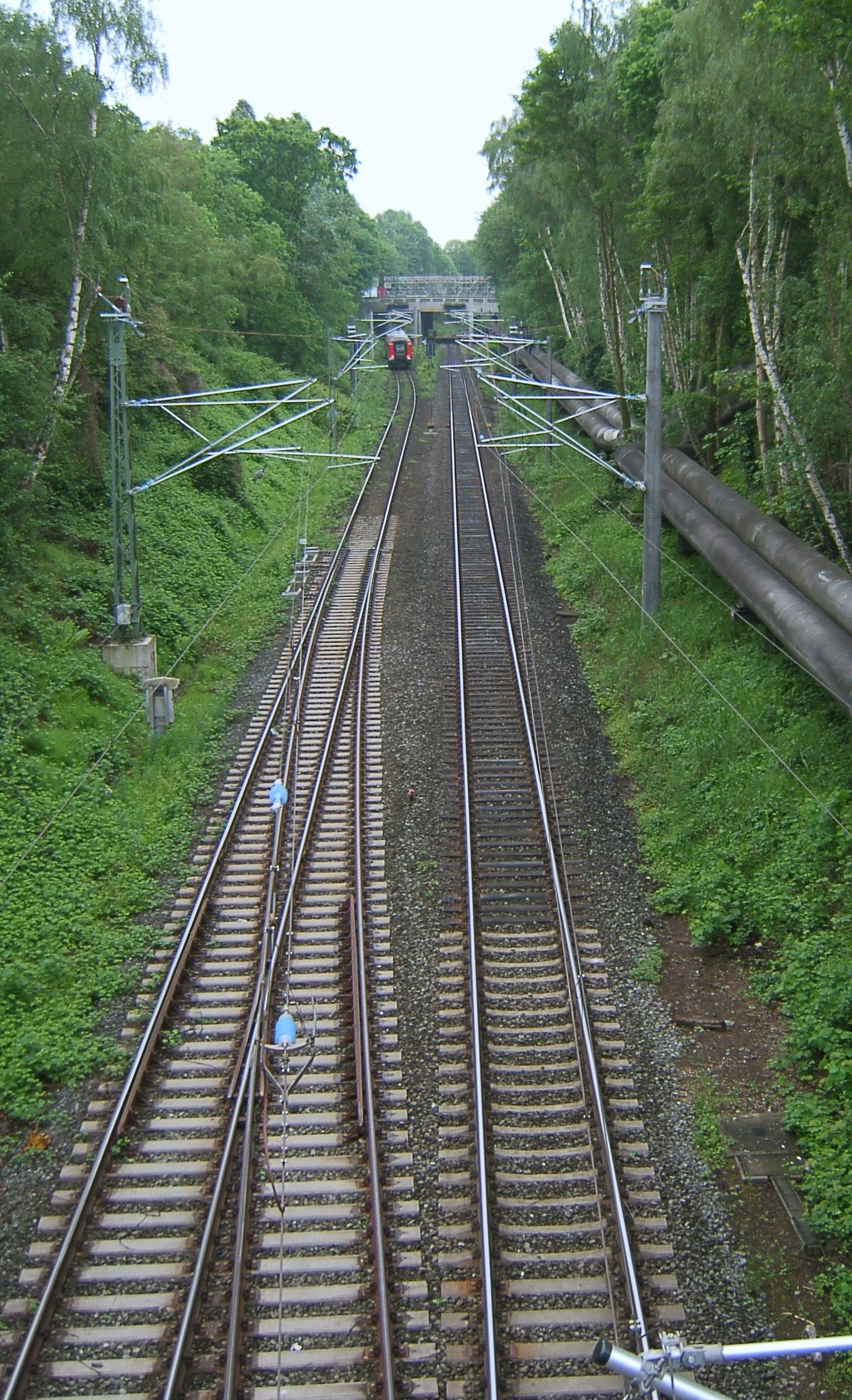
Abzweig von Lübeck und Betriebsbahnhof Horn (Blick nach Süden)

## Verkehr
Außer Güterzügen fahren auf der Strecke regelmäßig Intercity-Züge zwischen dem Bahnbetriebswerk Hamburg-Eidelstedt und dem Hamburger Hauptbahnhof, allerdings als Leerfahrten ohne Personenbeförderung. Es verkehrt auch regelmäßig ein Zug der Nordbahn über die Güterumgehungsbahn, jedoch ebenfalls als Leerfahrt. Ab und zu wird die Strecke zur Überführung der S-Bahn-Züge zwischen den Werkstätten Elbgaustraße und Ohlsdorf genutzt. Fernzüge aus und in Richtung Lübeck werden, soweit sie eines der Gleise 11–14 im westlichen Teil des Hamburger Hauptbahnhofs anfahren, zwischen Rothenburgsort und Hamburg-Horn Bbf über die Güterumgehungsbahn geleitet. Daneben kommt es bei Betriebsstörungen immer wieder zu umgeleiteten Personenzugfahrten auf der Strecke.

## Planungen
Im Zuge des Ausbaus der S-Bahn-Linie 4 wird die Verbindungsstrecke zwischen den Bahnhöfen Hamburg-Horn Bbf und Hamburg-Wandsbek zweigleisig ausgebaut.